# 長月達平
長月 達平（ながつき たっぺい、男性、1987年〈昭和62年〉3月11日 - ）は、日本のライトノベル作家。小説投稿サイト「小説家になろう」での初期の名義は鼠色猫（ねずみいろねこ）。本業は精肉店の従業員である。
代表作『Re:ゼロから始める異世界生活』は「小説家になろう」に投稿されている作品であり、連載開始後のちに書籍、コミカライズ、アニメ、ゲーム化されている。『SUGOI JAPAN Award 2017』では、当作がラノベ、アニメの2部門で1位を獲得している。

## 人物
スーパーマーケットの精肉部門の担当が本業であり、ラノベ作家と兼業して仕事を行っている。
元々は小説投稿サイト「小説家になろう」にて「鼠色猫」のペンネームで活動していた。その後、『Re:ゼロから始める異世界生活』の書籍化に伴って、小説家としては「長月達平」の名で、小説家になろうでは「鼠色猫/長月達平」の名に改めて現在は活動している。
同時期に「小説家になろう」等小説投稿サイト発で作家デビューした、同系統の作品を書くラノベ作家の暁なつめ、丸山くがね、カルロ・ゼン、理不尽な孫の手らと仲が良い。理不尽な孫の手を除いた3人に関しては、後に『異世界かるてっと』で主要作品4つの原作者としてコラボを果たしたり、合同展示会を開催したりしている。
特に暁なつめに関しては、『異世界かるてっと』以外にもコラボや交流が多い。暁が『リゼロ』のアニメの次回予告の台本を執筆し、代表作『この素晴らしい世界に祝福を！』のパロディを挿入したり、『Memory Snow』に同作の登場人物がカメオ出演を果たしたり、同作のゲーム『ファンタスティックデイズ』にてコラボイベントを実施したり、コラボブックを発売したり、テーブルトークRPGが発売された際に一緒にリプレイをしたりしている。また、未発表だった暁の作品『戦闘員、派遣します！』を書籍化にこぎ着けたのも長月である。
自身の作品『リゼロ』において、一番好きなキャラは断トツでエミリア。
読者の立場として好きな作品はヘロー天気の『異界の魔術士』であり、コミカライズとして面白かったと思う作品は『ナイツ&マジック』である。
「俺が監修しなかったことによってファンが納得できないものになってしまったら悲しい」、「ファンがお金を出すものに関してはちゃんとやりたい」という思いから、自作のアニメ化やソーシャルゲーム化、いわゆるコラボシナリオなどについても、必ず監修としてチェックを入れている。

## 作品

### ライトノベル
鼠色猫 名義（「小説家になろう」掲載小説）
2012年
- Re:ゼロから始める異世界生活（通称Web版、小説家になろう、2012年 - 連載中）

長月達平 名義
2014年
- Re:ゼロから始める異世界生活（通称書籍版、既刊59巻〈本編41巻、短編12巻、外伝6巻〉、MF文庫J、2014年 - 刊行中）

2020年
- 戦翼のシグルドリーヴァ Rusalka（全2巻、角川スニーカー文庫、2020年）
- 戦翼のシグルドリーヴァ Sakura（全2巻、角川スニーカー文庫、2020年）

2021年
- Vivy prototype（全4巻、梅原英司と共作、WITノベル、2021年 ）

### アニメ
2016年
- Re:ゼロから始める異世界生活（2016年 - 、原作・シナリオ監修）

2018年
- 劇場版ポケットモンスター みんなの物語（構成補佐）

2020年
- 戦翼のシグルドリーヴァ（シリーズ構成・脚本）

2021年
- Vivy -Fluorite Eye's Song-（原案・シリーズ構成・脚本）※梅原英司と共同

2024年
- スナックバス江（脚本協力）
- 異世界スーサイド・スクワッド（シリーズ構成・脚本）

2025年
- Jack the Reaper（原作）

### ゲーム
- プリンセスコネクト！Re:Dive（2019年、『Re:ゼロから始める異世界生活』コラボイベントシナリオ・脚本）
- MONOCHROME SERENADE（2026年、シナリオ）[17]